# Tyrzyn Dworski
Tyrzyn Dworski – część wsi Tyrzyn w Polsce, położona w województwie mazowieckim, w powiecie garwolińskim, w gminie Maciejowice.
Dawniej odrębna gromada w gminie Maciejowice.